# Илич, Александар (певец)
Александар «Аца» Илич (серб. Александар „Аца” Илић, родился 5 мая 1961 в Горни-Милановаце) — сербский поп-фолк-певец.

## Биография
Начал музыкальную карьеру в 1983 году. Выпустил за карьеру 15 альбомов. Познакомился со своей будущей супругой, исполнительницей народных песен Биляной Евтич, когда гастролировал со своим коллегой Степой Радовановичем. Обвенчался с Биляной, в браке родился сын Иван. Участник и лауреат множества музыкальных фестивалей.

## Дискография
- 1983: Исплачи се на грудима мојим (PGP-RTB)
- 1984: Друга је крај мене (PGP-RTB)
- 1985: Привлачиш ме (PGP-RTB)
- 1986: Отвори срце (PGP-RTB)
- 1988: То може она и нико више (PGP-RTB)
- 1990: Довиђења љубави (PGP-RTB)
- 1992: Жено зла (PGP-RTB)
- 1994: Вино румено (PGP-RTS)
- 1996: Циганка (ZAM Production)
- 1997: Гатара (ZAM Production)
- 1998: На улици просила (Grand Production)
- 2000: Нећу да се лажемо (Grand Production)
- 2003: Опасан пар (Grand Production)
- 2005: Не, не, не (Gold Music)
- 2009: Зато идем у кафану (Grand Production)

## Фестивали
- 1983: «Хит парада» — Оче, мој велики оче
- 1984: «Хит парада» — Исплачи се на грудима мојим
- 1985: «Хит парада» — Друга је крај мене
- 1985: Фестиваль в Илидже — Не дај се генерацијо
- 1988: «Хит парада» — То може она и нико више
- 1989: МЕСАМ — Вени, вени мој невене
- 1990: Шумадийский сабор — Многе ноћи лудовао
- 1990: МЕСАМ — Све је у твојим рукама
- 1991: Шумадийский сабор — Ех да сам росам
- 1991: МЕСАМ — Превари ме око твоје
- 1994: «Моравски бисери» — Сагори срце
- 1996: «Моравски бисери» — Пусти да верујем
- 1999: Фестиваль в Баня-Луке — Стара моја, мајко моја
- 2000: «Моравски бисери» — Нећу да се лажемо
- 2012: Народный фестиваль в Пирине (Болгария) — Стига сам одил (лауреат премии за лучший перевод песни, лучший исполнитель по версии журналистов)
- 2013: «Моравски бисери» — Дал' је то навика (дуэт с Биляной Евтич, лауреат второй премии по версии зрителей)
- 2014: «Лира» — Што је лепо кратко траје (лучший исполнитель сербских народных песен)